# Berberis dryandriphylla
Berberis dryandriphylla är en berberisväxtart som beskrevs av Friedrich Ludwig Diels. Berberis dryandriphylla ingår i släktet berberisar, och familjen berberisväxter. Inga underarter finns listade i Catalogue of Life.